# اريك فوغل (لاعب كرة قدم)
اريك فوغل (بالفرنسية: Éric Vogel)‏ (و. 1970  م) هو لاعب كرة قدم فرنسي، ولد في ستراسبورغ، مركز لعبه هو مهاجم.

## روابط خارجية
- اريك فوغل على موقع قاعدة بيانات كرة القدم.إي يو (الإنجليزية)
- اريك فوغل على موقع عالم كرة القدم.نت (الإنجليزية)